# Hawinella
Genre
Hawinella est un genre de collemboles de la famille des Entomobryidae.

## Distribution
Les espèces de ce genre sont endémiques d'Hawaï.

## Liste des espèces
Selon Checklist of the Collembola of the World (version du 13 septembre 2019) :
- Hawinella kuaola Christiansen & Bellinger, 1992
- Hawinella lava Bellinger & Christiansen, 1974

## Publication originale
- Bellinger & Christiansen, 1974 : The cavernicolous fauna of Hawaiian lava tubes, 5. Collembola. Pacific Insects, vol. 6, no 1, p. 31-40.